# 神保相茂
神保 相茂（じんぼう すけしげ）は、安土桃山時代から江戸時代初期にかけての武将、旗本。長三郎。官途は出羽守。大坂夏の陣で討ち死にしたが、味方である伊達政宗軍からの攻撃によるものであるとする説もある。

## 生涯
神保春茂の子として誕生。母は某氏。
越中国神保氏とは同族にあたり、春茂の系統は神保長誠から分かれたもので、代々紀伊国有田郡石垣鳥屋城に居住し、畠山氏尾州家の家臣を務めていた。畠山氏没落後、父・春茂は豊臣秀吉に仕え、大和国高市郡のうち6000石を与えられた。
相茂も秀吉に仕え、伏見に住んだ。
慶長5年（1600年）、上杉景勝討伐に従軍し、下野国小山まで行った。関ヶ原の戦いに際しては、諸将と共に岐阜城を落城させた。戦後、高市郡で1000石加増され、合計7000石を領した。慶長15年（1610年）、丹波国亀山城の普請を務め、徳川秀忠より功労を賞した書を下されている。
慶長19年（1614年）、大坂の陣では300の小勢ながら水野勝成隊に属して勇敢に戦った。5月6日の道明寺の戦いで9の首を討ち取っている。5月7日にも神保隊は13の首を討ち取る活躍を見せたが、船場口にて明石全登隊が越前勢左翼を攻め崩したために水野勝成隊は混乱に陥り、激戦の最中神保隊馬上32騎、雑兵293人が全滅し、相茂も討死した（天王寺の戦い）。江戸幕府の公式記録『徳川実紀』（『台徳院殿御実紀』）は、神保主従は5月7日に明石隊との激戦の最中に全滅したとし、「此の戦に大和組の神保長三郎は、主従共に三十六騎馬同枕に討ち死にす」と記している。
34歳。法名は宗範。大和国当麻寺に葬られた。
戦後、子の茂明は当時数え年5歳であったが本多正信の引き立てによって大御所徳川家康に拝謁し、父の遺領を継ぐことを許されている。寛永2年（1625年）に改めて旗本に取り立てられ、子孫は大身旗本として存続した。

## 伊達の味方討ち説
相茂の死は突如後方より味方の伊達政宗隊から攻撃を受けたためともいわれている。
島津氏の史料『薩藩旧記雑録』に収録された、薩摩藩上方留守居役から国元への報告書によれば、神保隊270人を味方討ちにし、神保隊はわずか7騎しかのこらなかったとした上で、「伊達殿は今度味方討ち申され候こと。然りともいえども御前はよく候えども、諸大名衆笑いものにて比興との由、御取沙汰の由に候（政宗は味方討ちを行ったとのことだ。将軍家の手前はよくても、諸大名衆の笑い者となり、卑怯者と噂された）」と書き記している。
『大坂夏陣推察記』では、これに対して神保遺臣が水野氏と本多正純を介して伊達家に抗議したものの、伊達政宗は「神保隊が崩れかかってきたので、共崩れを避けるために撃った。伊達の軍法には敵味方の区別はない」と開き直りとも取れる弁明をした。わずか7千石の外様である神保氏と62万石の大大名・伊達氏とでは争いにならず、結局伊達氏にはお咎めなしであったとする。
また誤射説、敵との誤認説、戦闘中に後藤基次隊ごと攻撃したとするもの、功名争い説等がある。上方の講談本『難波戦記』のように、船場口で休息を入れている神保隊に、有無をいわさずに伊達側が銃撃をくわえたとする説もある。

## 家族
○出典：『寛政重修諸家譜』
- 兄弟
  - 相茂
  - 女子（多賀常長の妻）
- 妻
  - 杉若越後守某の娘
- 子
  - 女子（西尾重長の妻）
  - 茂明